# Igreja de Nossa Senhora da Estrela
A Igreja de Nossa Senhora da Estrela localiza-se na localidade de Estrela, freguesia de Póvoa de São Miguel, Município de Moura, Distrito de Beja, em Portugal.
Está classificada como Monumento de Interesse Público desde 2013.

## História
Foi, ao que tudo indica, a matriz do lugar com o mesmo nome, integrando-se na freguesia de Póvoa de São Miguel desde 1888. São muito reduzidos os dados que se conhecem sobre este templo, mas admite-se que a sua edificação remonte ao século XVI, época à qual estão atribuídos os afrescos da capela-mor.
As "Memórias Paroquiais" não revelam qualquer problema relativamente ao estado de conservação da igreja, que foi objecto de uma intervenção apenas no século XIX, quando se ampliou a nave e se realizaram as pinturas no tecto e paredes, com a data de 1856.

## Características
A igreja desenvolve-se longitudinalmente, com nave única e capela-mor. A fachada principal é marcada, apenas, pela abertura do portal de verga recta e frontão triangular em cantaria. A empena é coroada por pináculos e, do lado esquerdo, num plano ligeiramente recuado, ergue-se a torre sineira.
Caracterizado por uma enorme depuração, este templo, que é antecedido por um adro de dimensões reduzidas, encontra-se implantado no centro da Estrela, contribuindo, e certamente condicionando, o desenvolvimento urbano da freguesia.